# 제10군 (미국)
미국 제10군(영어: Tenth United States Army, 이하 10군)는 태평양 전역에서 활약했던 미국 육군의 야전군이다.

## 역사
제10군은 1944년 6월 20일 텍사스 주, 포트 샘 휴스턴에서 창설되었다. 사이먼 B. 버크너 중장이 초대 지휘관으로서 1945년 6월 18일 일본 제국 육군의 포격으로 전사하자, 로이 기거 소장이 대리로, 조지프 스틸웰, 뒤를 이어 존 하지 중장이 지휘했다.
1945년 1월 10일, 필리핀에서의 활동을 끝내고, 제6군에게서 제24(XXIV)군단을 배속받은 뒤, 몰락 작전에 따라 4월 1일 오키나와 전투에 참가하여 제24(XXIV)군단과 제3(III)상륙군단을 이끌고 상륙하였다. 여기에는 제1, 2, 제6해병사단과 7, 27, 77, 제99보병사단이 포함되어 있다.
일본 본토 침공 작전인 몰락 작전의 2단계 계획인 코로넷 작전에 참가하여 오키나와를 넘어 혼슈로 진격할 예정이었으나, 원자 폭탄 투하로 쇼와 천황이 항복선언을 함으로써 작전이 취소되었다.

## 역대 지휘관
1. 중장 사이먼 B. 버크너 †, 1944년 6월 20일 ~ 1945년 6월 18일
2. 해병대 소장 로이 기거, 1945년 6월 18일
3. 대장 조지프 스틸웰
4. 중장 존 하지

## 같이 보기
- 태평양 전선의 야전군
  - 제6군 (미국)
  - 제8군 (미국)
- 오키나와 전투의 전투 서열

## 참고
- Gordon, Rottman (2002). 《Okinawa 1945: The last Battle》. Osprey Publishing. 39쪽. ISBN 1-84176-546-5.
- Nicholas (Editor), Sarantakes (2004). 《Seven Stars, The Okinawa Battle Diaries of Simon Bolivar Buckner Jr. and Joseph Stilwell》. Texas A & M University Press, College Station. 82, 83쪽. ISBN 1-58544-294-1.